# 24. konjeniška divizija (ZDA)
24. konjeniška divizija (izvirno angleško 24th Cavalry Division) je bila konjeniška divizija Kopenske vojske ZDA.

## Zgodovina
Divizija je bila ustanovljena iz enot Kopenskih nacionalnih gard Kolorada, Idaha, Iowe, Kansasa, Washingtona in Wyominga.